# Indigo-Marsch
Der Indigo-Marsch ist ein Marsch von Johann Strauss (Sohn) (op. 349). Das Werk wurde am 9. April 1871 im Konzertsaal des Wiener Musikvereins erstmals aufgeführt.